# 구글 체크아웃
구글 체크아웃(Google Checkout)은 구글이 제공하는 온라인 결제 서비스이다. 이 서비스는 상품 대금 결제 시스템이 상대적으로 취약한 온라인 판매자가 자신의 쇼핑몰 사이트에 구글 체크아웃 서비스를 추가하면, 결제자들이 쉽게 구글 체크아웃을 통해 대금이 지급될 수 있도록 도와준다.
서비스 초기, 가입자의 원활한 확보를 위해 매 30 달러 이상의 결재마다 10 달러씩 할인을 해 주는 프로모션을 시행하였다. 현재는 가입 초기 1회만 10달러를 할인해 주고 있다. 판매자에게선 2008년 1월 31일까지 수수료를 받지 않지만 이후에는 거래당 수수료를 받는다.
구글 체크아웃 사용자들은 서버에 사용자 이름, 주소와 같은 배송에 필요한 정보 및 신용카드 번호 등이 저장되며, 구매자들이 제품을 구입할 때마다 정보를 반복해서 입력해야 하는 불편함을 덜어준다. 이러한 개인정보 저장 방식은 마이크로소프트의 닷넷 패스포트(.NET Passport)와 비슷하다.
구글 체크아웃은 비슷한 결제 시스템인 페이팔(Paypal)을 소유하고 있는 이베이와 사업영역이 충돌하는데, 최근 이베이측에서 구글 체크아웃의 사용을 금지하자 구글이 이베이 연례 콘퍼런스에 참석한 온라인 상인들을 Google Checkout Freedom Party라는 이벤트에 초대하려고 하자, 이베이가 구글과의 검색 광고 계약을 모두 무효로 해버렸다. 그리하여 구글이 열겠다던 행사도 취소되었다.

## 역사
Google Checkout 서비스는 2006년 6월 28일 미국에서 사용 가능해졌으며 2007년 4월 13일 영국에서 처음으로 사용할 수 있게 되었다
구글 체크아웃은 2013년 11월 20일에 서비스가 중단되어 구글 월렛에 흡수 되었다..
2008년 2월 1일까지 인터넷 상거래를 하는 상인에게 무료였다. 그 후 2009년 5월 5일까지 Google은 미국 인터넷 상거래를 상인에게 거래 당 2.0 %와 $ 0.20을 부과했다. Google은 이후 PayPal과 동일한 계층화 된 수수료를 부과하는 비용 구조로 이전했다. 이후에는 Google은 애드워즈 계정으로 광고 시행하는 판매자의 경우에는 월별 구글 애드워즈 비용 지출의 10 배 미만인 월별 거래 수수료를 부과하지 않도록 하여, 해당 되는 구글 체크아웃의 활성화방법을 시행하였다.

## 사용자 지원
Google Checkout은 사용자 지원을 위하여 도움말 센터, 도움말 포럼 및 이메일 지원과 같은 여러 채널을 통해 고객을 지원 한다. Google Checkout 구매자는 Google Checkout 구매자 도움말 센터에서 도움을 얻을 수 있으며, 판매자는 Google Checkout 판매자 도움말 센터 및 Google Checkout 판매자 포럼에서 도움을 얻을 수 있다.

## 같이 보기
- 아마존 페이
- 온라인 뱅킹
- 페이팔